# Doenbrug
De Doenbrug is een basculebrug over de Delftse Schie in de deelgemeente Overschie van de Nederlandse gemeente Rotterdam. 
De Doenbrug stamt uit 1988 en is gebouwd ter ontsluiting van het bedrijventerrein Rotterdam Noord-West. Via de Doenbrug heeft het verkeer uit de Spaanse Polder en het bedrijvenpark Noord-west een aansluiting op de A13 nabij vliegveld Zestienhoven. Aan de zuidkant van de brug staat een bedienpost. Deze bedienpost is normaliter niet bemand, omdat de bediening gebeurt vanaf de Hoge Brug in oud-Overschie.